# Heterotopie

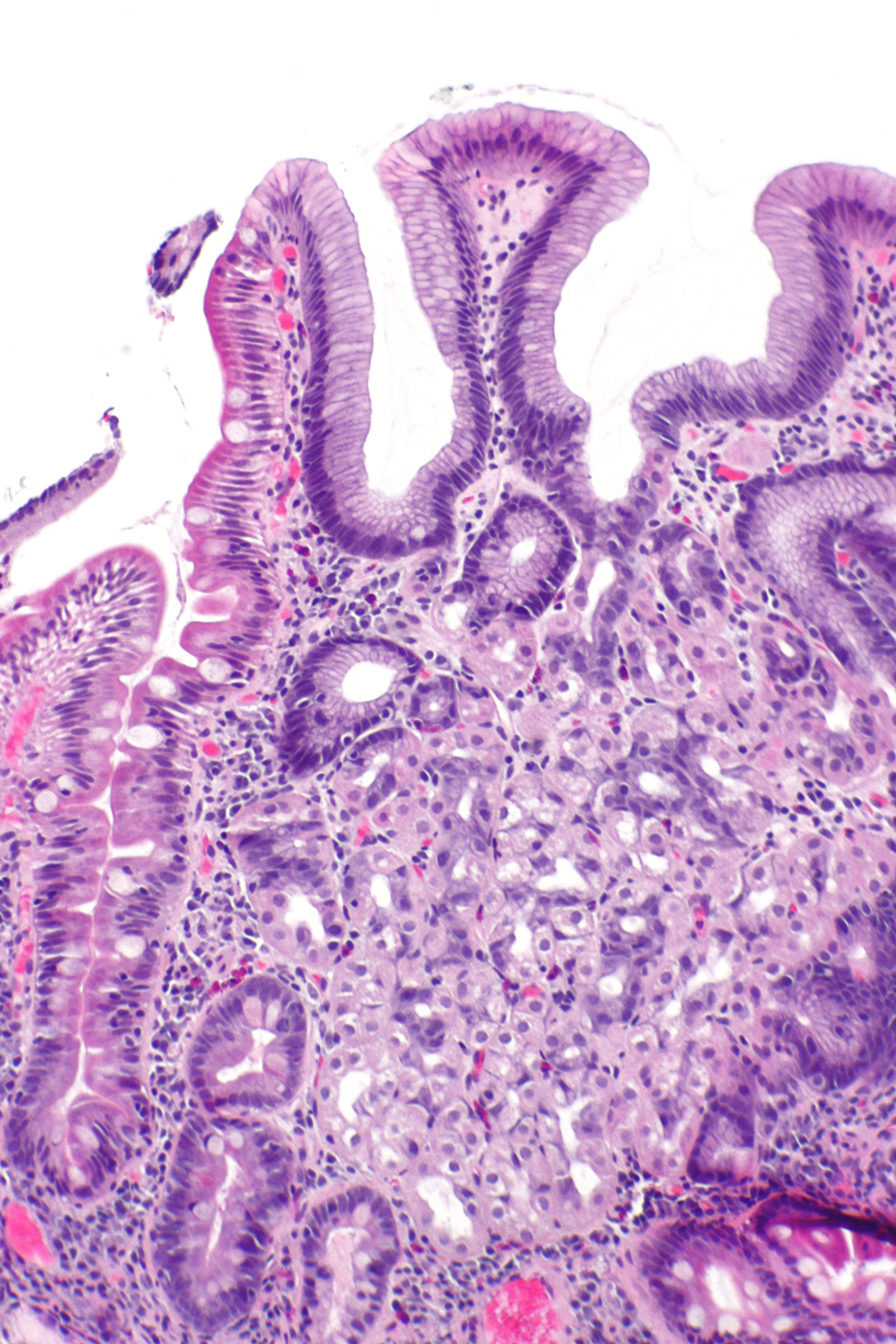
Mikroskopický snímek zachycují gastrickou (žaludeční) heterotopii v dvanáctníku (dvanácterníku; duodenum).

Heterotopie (z řec. heteros (odlišný, jiný) + τόπος (topos, místo)) nebo také ektopie znamená výskyt orgánu nebo tkáně na jiném místě, než je obvyklé. Příkladem heterotopie je choristie.
V lékařství je to výraz pro orgány nebo zbytky tělesných orgánů, jež se vyskytují na neobvyklých místech, kde mohou být též příčinou novotvarů.

## Příklady
- žaludeční sliznice v Meckelově divertiklu (může v něm dojít k vzniku peptického vředu s následným krvácením)
- buňky endometria se při endometrióze vyskytují mimo dutinu děložní např. ve vejcovodech, vaječnících či plicích.